# 부산은행 본점 빌딩
부산은행 본점 빌딩(영어: Busan Bank Headquarters)은 대한민국 부산광역시 남구 문현동에 위치한 오피스 빌딩이다. 부산은행이 입주한 지상 23층, 지하 3층의 본점 빌딩이다. 문현금융단지 개발 당시 부산광역시에서 높은 은행을 지었다.

## 역사
부산은행 신사옥은 2010년에 착공하였다. 2011년 12월 14일 기공식을 개최하였다. 공사를 시작했다고 밝혔다. 2013년 골조공사가 끝났다. 2014년 6월 완공했다. 완공 당시 높은 은행 빌딩이 되었다. 은행 간판이 도입되었다. 2014년 10월 12일 사옥 입주를 끝냈다. 10월 13일에 본점을 이전했다. 당시 업무에 들어갔다. 본점 소재지 변경 후 11월에 준공식이 열렸다. 11월 24일에 에너지효율등급인증을 했다. 간판이 이미 도입된 후 2015년 은행 로고가 변경된 후 간판이 바뀌었다.

## 높이
높이는 121m이다. 완공 당시 높은 은행 빌딩이 되었다. 현재 높은 은행 빌딩이다. 2014년 본점은 범일동 구사옥에서 문현동 신사옥으로 이전했다. 낮은 빌딩이지만 120m가 넘는 높은 빌딩이다.

## 특징
부산은행이 입주한 빌딩이다. 구조는 철근콘크리트조, 철골철근콘크리트조이다. 건축 공법은 철골조 토닉공법 / 장스판 : 17m이다. V.E 설계가 적용되었다. 엘리베이터 6대가 있다. 이동하고 싶으면 이동할 층을 눌러야 한다. 엘리베이터를 기다리면 기다리는데 건강계단이 있다. 지하층 버튼에는 자물쇠가 있다. 주차장 이용하려면 정문으로 들어와야 한다. 주차요금은 무료다.

## 내부 시설
다음은 부산은행 본점 빌딩의 내부 시설이다.
| 층수                | 시설          |
| ------------------- | ------------- |
| 23층                | 하늘정원 등   |
| 2층 ~ 23층          | 업무시설 등   |
| 1층                 | 로비 등       |
| 지하 1층            | 지하주차장 등 |
| 지하 3층 ~ 지하 2층 | 지하주차장    |

## 수상
- 2015 부산다운건축상 / 일반부문 / 동상